# Morris Ketchum Jesup
Morris Ketchum Jesup (21 de juny de 1830 – 22 de gener de 1908), va ser un banquer i filantrop estatunidenc. Va ser el president de l'American Museum of Natural History.

## Biografia

### Personal
Morris Jesup va néixer en Westport, Connecticut, el 1830, fill de Charles Jesup i Abigail Sherwood. Va ser descendent d'Edward Jessup de Stamford, Connecticut, Colònia de New Haven, un poblat primerenc de Middleburg, Long Island, actualment les estacions costaneres de Elmhurst, Queens. El 1854 Morris es casà amb Maria van Antwerp DeWitt (1834–1914). Morí a New York City el 1908, i està enterrat al Green-Wood Cemetery de Brooklyn.

### Negocis i carrera
El 1842 va anar a la ciutat de Nova York, on després d'una experiència empresarial, va establir una casa bancària l'any 1852. El 1856 va organitzar l'empresa bancària de MK Jesup & Company, que després de dues reorganitzacions es va convertir en Cuyler, Morgan & Jesup. Es va fer àmpliament conegut com a financer, retirat de negocis actius el 1884.

### Filantropia
Abans de la seva jubilació, ja era actiu en una gran varietat d'esforços filantròpics. Jesup va ser un dels organitzadors de la Comissió Cristiana dels Estats Units durant la guerra civil nord-americana, que va ajudar a prestar atenció als soldats ferits. Va ser un dels fundadors de la Young Men's Christian Association i va exercir-ne com a president a Nova York el 1872.
Després de 1860 va exercir com a president de la Five Points House of Industry a Nova York, un tipus de casa d'assentament a Lower Manhattan per ensenyar als nous immigrants les habilitats necessàries als Estats Units. El 1881, es va convertir en president de la Missió i la Societat del Tractat de Nova York. Va donar els fons per a la construcció de l'església Memorial DeWitt de la Societat a Rivington Street en el Lower East Side, un centre d'establiment d'immigrants. Jesup va aportar fons i va treballar personalment per millorar les condicions socials a Nova York, en un moment en què la ciutat lluitava per ajudar a molts immigrants pobres de les zones rurals de l'Europa meridional i oriental, inclòs l'Imperi rus. L'Hospital de la Dona a Nova York va rebre $100,000.
Era més conegut com a patró d'investigació científica: Jesup va ser un important contribuent per finançar les expedicions àrtiques de Robert Peary. Va ser elegit president del Peary Arctic Club el 1899. Jesup també va finançar l'Expedició Jesup North Pacific (1897-1902), un important projecte etnogràfic dirigit per l'antropòleg Franz Boas.
Jesup va contribuir a institucions educatives. Les seves contribucions al Tuskegee Institute van permetre a George Washington Carver desenvolupar una estació educativa mòbil que va portar als agricultors. Jesup va ser tresorer del John F. Slater Fund per a l'Educació de llibertats al principi. Va ser membre del Peabody Educational Board i de la Junta General d'Educació. Va donar $51,000 a l'escola Yale Divinity; a la Universitat Yale, va lliurar els manuscrits de Landbery Arabic, pels quals havia pagat 20.000 dòlars. Williams College va rebre 35.000 dòlars. Va presentar a Jesup Hall al Seminari Teològic de la Unió al Seminari Teològic de la Unió de Nova York.
El 1881, va ser nomenat president del Museu Americà d'Història Natural, a la ciutat de Nova York, al qual va donar grans quantitats durant la seva vida i va arribar a mil milions de dòlars. El 1915 el Metropolitan Museum of Art, Nova York, va rebre per llegat de la senyora Jesup, una gran i valuosa col·lecció de pintures.
El 1883 es va convertir en president del recentment format "Comitè Forestal" de la Cambra de Comerç de Nova York, encarregat de "salvar el bosc i les aigües de l'Estat [New York]", un primer pas en un procés que finalment va conduir a la creació del Parc Adirondack de l'Estat de Nova York el 1894.
Jesup va ser president de la Cambra de Comerç de Nova York des de 1899 fins a 1907, i va ser el major subscriptor del seu nou edifici.
Jesup era membre del Jekyll Island Club (també conegut com The Millionaires Club) a l'illa Jekyll, Geòrgia, juntament amb J.P. Morgan i William Rockefeller, entre d'altres.
A la seva ciutat natal va donar fons per construir la Westport Public Library. Va morir a Nova York el 22 de gener de 1908, amb 77 anys.

## Llegat i honors
- 1905, va ser nomenat cavaller del tsar Nicolás II de Rússia pel seu treball filantròpic que ajudava els immigrants de l'Imperi Rus.
- Columbia University Jesup Lectureship porta el seu nom.
- El Laboratori de Psicologia Morris K. Jesup al campus de Peabody de la Universitat de Vanderbilt va ser nomenat per a ell i va ser el primer edifici del seu tipus al món;
- Cap Morris Jesup, el punt més al nord del continent Groenlàndia, va ser nomenat en el seu honor.
- El saló dels indis de la costa nord-oest del nom American Museum of Natural History porta el nom d'ell.
- El poble de Jesup, Iowa és nomenat per ell.[8]